# Radnevo
Radnevo (en búlgaro: Раднево) es una ciudad de Bulgaria en la provincia de Stara Zagora.

## Geografía
Se encuentra a una altitud de 114 m s. n. m. a 256 km de la capital nacional, Sofía.

## Demografía
Según estimación 2012 contaba con una población de 12 073 habitantes.
|         | 2004   | 2005   | 2006   | 2007   | 2008   | 2009   | 2010   | 2011  |
| Mujeres | 7 005  | 6 869  | 6 821  | 6 705  | 6 689  | 6 675  | 6 613  | 6 394 |
| Varones | 7 052  | 6 925  | 6 900  | 6 775  | 6 781  | 6 709  | 6 594  | 6 337 |
| Total   | 14 057 | 13 794 | 13 721 | 13 480 | 13 470 | 13 384 | 13 207 | 12731 |